# 龙溪郡
龙溪郡，又作龙标郡，中国唐朝时设置的郡。
武则天长安四年（704年）设置舞州。唐玄宗开元十三年（725年）改名鹤州，开元二十年（732年）改称业州。唐玄宗天宝元年（742年），改业州置龙溪郡。治所在峨山县（今湖南省新晃侗族自治县）。下辖峨山县、渭溪县（今湖南省玉屏县新店乡），属黔中道。辖境相当今湖南省新晃侗族自治县、玉屏侗族自治县。唐肃宗乾元元年（758年）复改为业州。